# Paul Thomson (muzyk)
Paul Thomson (ur. 15 września 1976 w Glasgow) – szkocki muzyk, w latach 2001–2021 perkusista indierockowego zespołu Franz Ferdinand.

## Życiorys
Pod koniec lat 90. był perkusistą w The Yummy Fur, gdzie poznał Alexa Kapranosa. 
Pod koniec 2001 roku założyli wspólnie z Nickiem McCarthym i Bobem Hardym indierockowy zespół Franz Ferdinand. Pierwotnie wolał grać na gitarze niż na perkusji, lecz ostatecznie zamienił się instrumentami z McCarthym. Pierwszy album studyjny, nazwany Franz Ferdinand, wydany został w lutym 2004 roku. Zdobył z zespołem nagrodę Mercury Music Prize w 2004 roku oraz dwie nagrody BRIT w 2005 roku w kategoriach: Najlepszy Brytyjski Zespół i Najlepszy Brytyjski Wykonawca Rockowy.
W 2009 roku został wybrany przez czytelników „Dear Scotland” najlepszym perkusistą wszech czasów w Szkocji.
Współpracował z zespołem Sparks w ramach supergrupy FFS, wydając w 2015 roku album o tym samym tytule. Ponadto występował w zespołach Amor, Correcto i Pro Forma.
W październiku 2021 roku opuścił Franz Ferdinand, a jego miejsce w zespole zajęła perkusistka Audrey Tait.
Prócz perkusji potrafi grać także na gitarze, instrumentach klawiszowych i gitarze basowej.

## Życie prywatne
3 kwietnia 2004 roku poślubił Esther Cosgrave, DJ-kę i wokalistkę zespołu Cash Machine. Mają dwójkę synów (ur. 2006 i 2009).